# Terrordådet i Istanbul 2017
Terrordådet i Istanbul 2017 var en skottlossning som inträffade på nyårsnatten den 1 januari 2017. Händelsen, som klassats som ett terrordåd, inträffade på nattklubben Reina i västra Istanbul vid Bosporen. 39 dödades och 70 skadades.

## Händelsen
Skottlossningen ägde rum en timme in på det nya året, cirka klockan 01:15. En ensam gärningsman, uzbeken Abdulkadir Masharipov (34), sköt ihjäl de ordningsvakter som vaktade ingången. Sedan gick han in på klubben och sköt runtomkring sig. I nattklubben befann sig 600 personer, där 39 dödades och 70 skadades. Masharipov greps den 17 januari i en lägenhet i Esenyurtdistriktet i Istanbul. Skjutvapen, ammunition, två drönare och cirka 200 000 dollar påträffades i lägenheten.